# Strunga
Strunga è un comune della Romania di 4 418 abitanti, ubicato nel distretto di Iași, nella regione storica della Moldavia.
Il comune è formato dall'unione di 8 villaggi: Brătulești, Crivești, Cucova, Fărcășeni, Fedeleșeni, Gura Văii, Hăbășești, Strunga.